# 葬礼

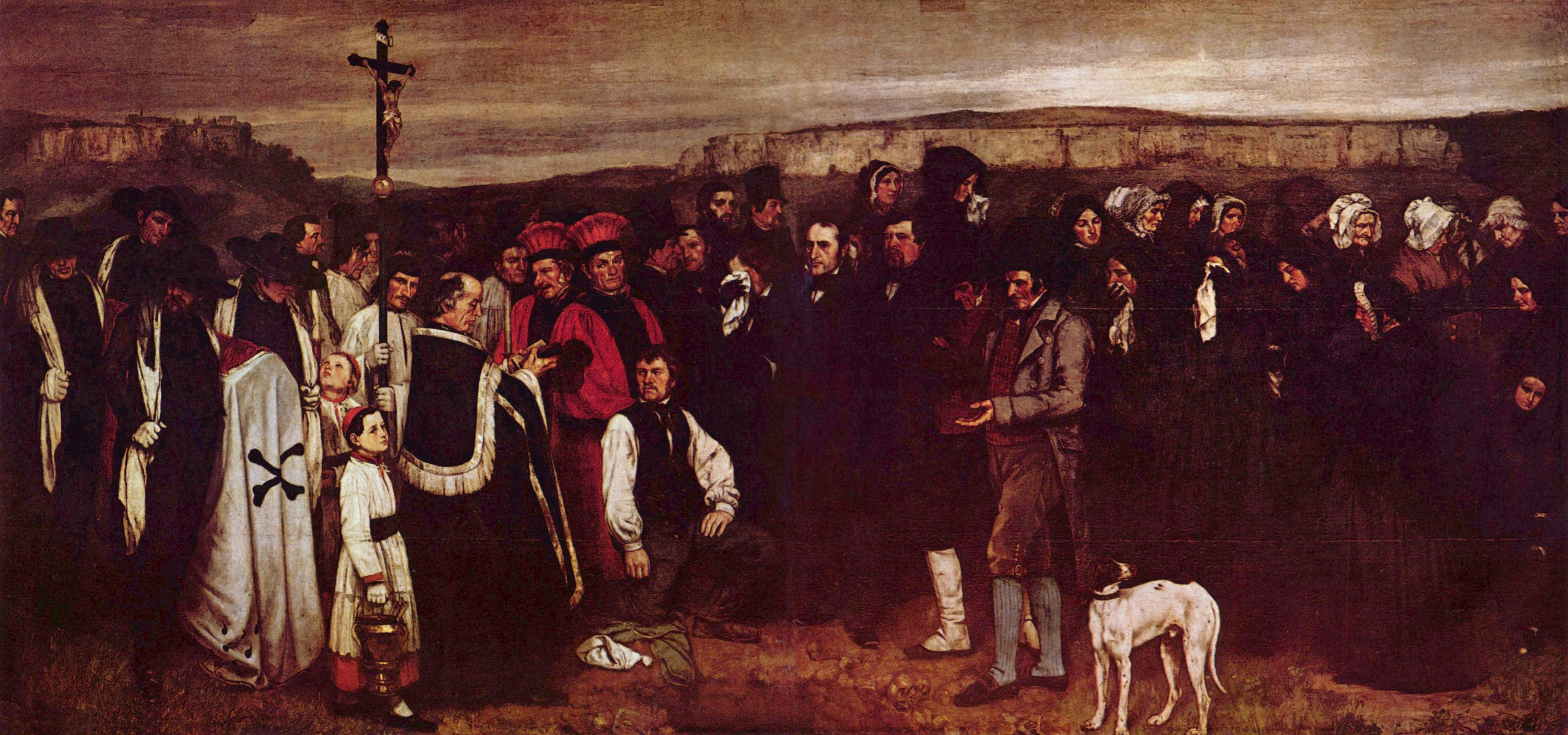
古斯塔夫·库尔贝《奥南的葬礼》，示天主教葬礼仪式

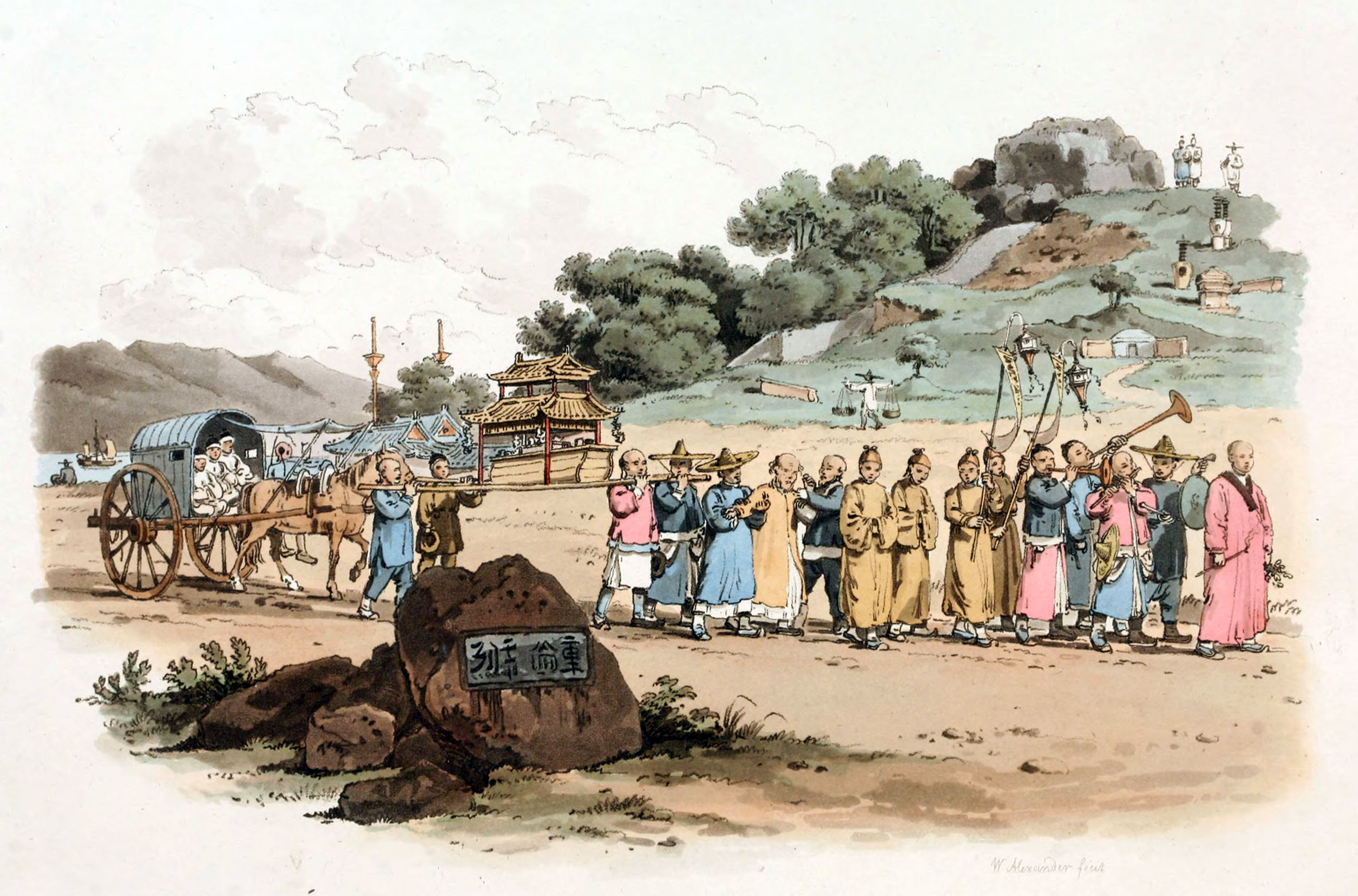
清代後期中国的出殡景象描繪。

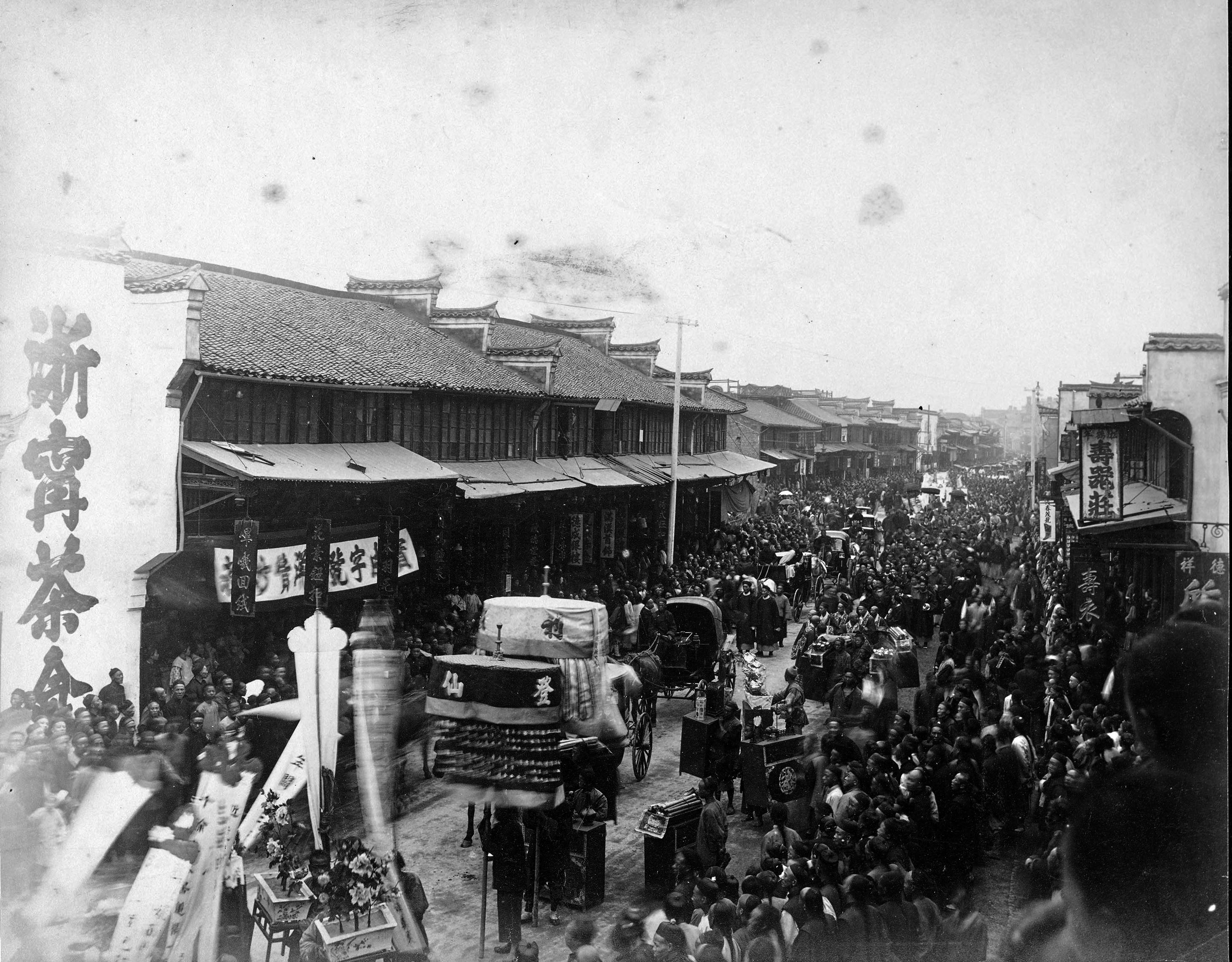
上海舉行的一場葬禮，十九世紀后期。

葬礼，也称葬仪、葬丧、喪禮、殮葬、白事或後事，是一种社会仪式，正式标志一个人的死亡，也是一种处理尸体的礼仪。世界各民族都有不同的葬礼形式。葬礼的历史和人类文明一样古老。例如石器时代的墓葬中，死者的肢体经常按一定格式摆放过、尸体涂有象征鲜血和生命的红赭石，墓穴中有陪葬品等。从人类学的角度看，葬礼是让活人用非破坏性的方式向死者致意，把由于人的死亡而被扰乱的社会关系重新平衡起来，它可以维持社会的凝聚力并防止社会崩溃。

## 宗教葬礼

### 基督宗教
基督宗教（包括天主教、東正教、新教）葬礼由牧师或神父主持，在墓穴周围举行祷告愿死者安息升入天堂。有时候前半部分在教堂举行。天主教还为死者举行追思弥撒等（如羅馬教宗）。基督教和西方传统葬礼的主要色调为黑色。 
早期基督徒大多葬在教堂旁邊的墓園，後來隨著火葬等新興葬禮形式的出現，基督徒的喪葬方式也多了一些選擇。

### 伊斯兰教
伊斯兰教认为应尽快举行简单的土葬，有“亡人奔土如奔金”之说。一般在死亡三天内举行。由死者亲人或其他穆斯林用水清洗尸体后以白布包裹。为死者行站礼祈祷，誦念可蘭經。之后运往墓地土葬，尸体面朝圣地麥加天房（克尔白）方向，且不用棺材及陪葬品。整个葬礼过程中要求参与者节哀沉默。

### 佛教
佛教葬礼，以僧人唱诵佛經、陀羅尼，作法会超度死者，一般情況下，以火葬為主，並撿拾骨灰或舍利子供奉，亦有土葬者。少部分僧侶在圓寂之後會被製為真身塑像。而藏傳佛教也有天葬儀式，天葬師會將遺體切割並讓禿鷲將遺體的肉塊食盡，有釋迦佛前身「割肉餵鷹」之遺風。
另外，在藏傳佛教的傳統中，如班禪喇嘛、達賴喇嘛等地位崇高的宗教領袖有活佛轉世的觀念，在圓寂之前會透露出轉世靈童的下落，並在圓寂之後準備他們的後事。

### 道教

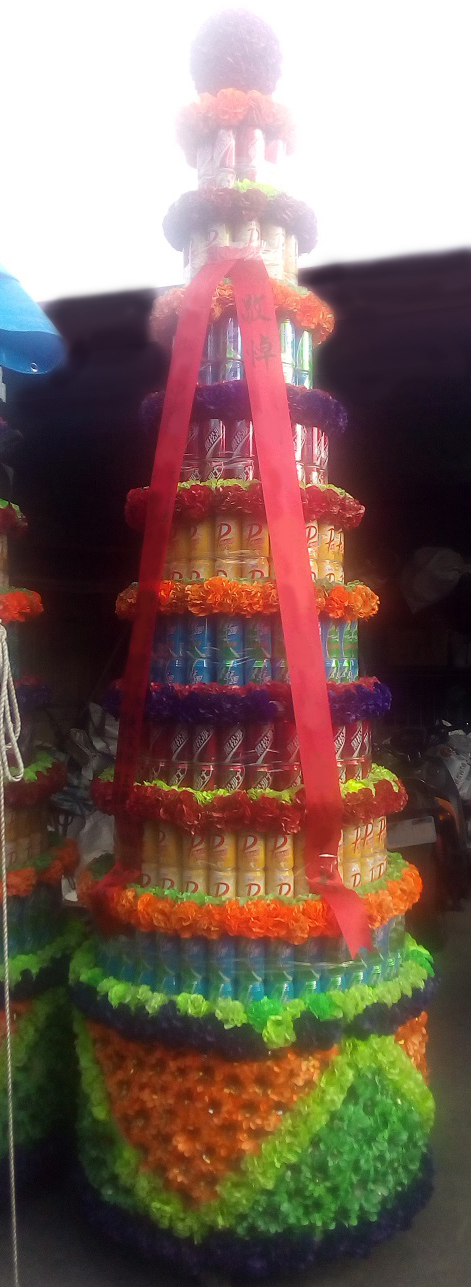
以多個罐頭砌成的罐頭塔，在臺灣的道教葬禮上十分常見。

道教喪禮可分為七個儀式。包括「開壇請聖」、「誦經禮懺」、「破地獄」、「遊十殿」、「過金銀橋」、「坐蓮花」、「交經送亡」。
道教承襲古代中國人的「人死轉化神鬼」觀念，相信人死後會以另一狀態存在。道教科儀的內容、法器、儀式、功能亦能追溯至先秦巫術，但經過歷史發展，並加入儒家等中國傳統文化元素已與之前迥然不同。
道教喪禮的目的可歸納為「陰安陽樂」，能在親人死後仍能盡孝可謂對在生的家人很大的安慰。故此，雖然道教科儀表面上是對死者而作，但儀式所代表的含意每每是令家人相信，他們所安排的禮儀已幫助死者找到歸宿，可得安寧。

### 福建齋
福建法事喪禮傳統著重習俗禮儀，而喪禮更視為死者的哀榮。福建殯儀法事（俗稱打福建齋）中體現了先人的生平和地位。福建喪禮當中的殯儀用品豐富繁瑣，包括福建轉盤、赦馬赦官、銘旌、龍鬚和庫銀等。福建更有扶靈的傳統，由先人的至親好友伴行靈柩出殯，以顯先人的成就和地位。資料來源<香港葬儀社-福建齋喪禮服務> （页面存档备份，存于）

### 印度教
在印度恆河邊的瓦拉納西，印度教徒相信在當地死去並火化即可脫離塵世與肉體的痛苦。

### 非宗教葬禮
近現代出現了非宗教的葬禮，如共產黨員的葬禮、人本主義無神論的相關葬儀等。

## 華人传统葬礼
漢民族传统葬礼的主色调为白色，故亦有帛事之稱，與喜事（紅色）相對。随死者的宗教信仰和经济情况，整个过程中经常混杂有关的佛教、道教或风水仪式。随着现代化带来的生活节奏的加快和世界文化的交融，现在的华人葬礼更是参杂了各宗教（佛家、道教）、地方文化、民族文化（如日本）等，传统治丧仪制主要过程得以保留，但如丧仪、丧服制、孝服制等传统已被「简化」，完整依儒家旧制者已鲜有见闻。

### 流程
其主要过程有：
- 小殓：为遺體净身整容，穿上寿衣。这个步骤要尽早，甚至有时在断气之前就进行。因为过几个小时，由于肌肉细胞死亡，会出现称为尸僵的四肢僵硬现象，影响穿寿衣。寿衣不能用皮质，因传统认为这样死者会转世成动物。寿衣(丧服)多採用中国传统服装。小殮通常會有沖煞的可能，須注意禁忌。
- 报丧：正式通知远近各处的亲友死亡时间、情况和葬礼安排。经常有严格的形势和顺序规定。
- 奔丧：亲友携带礼品、礼金、輓联、花圈等从外地来参加葬礼。
- 停灵：又称暫厝，将遺體在灵堂停放若干天，等待前来奔丧的亲友；同时有助于确定死亡而不是昏迷假死。灵堂可为家中大廳、临时搭制的灵棚、或殯儀館的专用房间。灵堂内设悼念条幅、亡者遗像、供奉亡者的食品（供品）、香、蜡烛、纸钱等。另外，在暂时不能正式安葬死者的情况下，将棺材寄放在寺庙等地，等待未来下葬，也可称作停灵。
- 守灵：停灵期间，已在场的亲友，特别是死者的晚辈在灵堂轮流守护亡者的遺體，接受奔丧者的吊唁。在整个葬礼期间，死者亲近的晚辈（称为孝子/孝女）穿不缝边的白色粗麻布衣服或褂子，腰繫草绳或麻绳，脚穿草鞋，称为孝服。
- 丧服，为哀悼死者而穿的服装。中国古代丧服自周代已用素服（素衣、素裳、素冠等），均取白色，并有五服制度，即按服丧重轻、做工粗细、周期长短，分为5等：斩衰、齐衰、大功、小功、缌麻。
  - 斩衰，最重的丧服。用最粗的生麻布制做，断处外露不缉边，丧服上衣叫“衰”，因称“斩衰”。表示毫不修饰以尽哀痛。洪武七年（1374）立为定制，子为父母皆斩衰三年。清制同。
  - 齐衰，亦作“齐缞”。“五服”中列位二等，次于斩衰。其服以粗疏的麻布制成，衣裳分制，缘边部分缝缉整齐，故名。有别于斩衰的毛边。具体服制及穿著时间视与死者关系亲疏而定。适用于为祖父母、伯叔父母、兄弟、未嫁之姐妹。
  - 大功，其服用熟麻布做成，较齐衰稍细。为堂兄弟、未婚的堂姊妹、已婚的姑、已婚的姊妹。已婚女为伯父、叔父、兄弟、侄、未婚姑、姊妹、侄女等服丧。
  - 小功，其服以熟麻布制成，视大功为细。为伯叔祖父母、堂伯叔祖父母，未嫁祖姑、堂姑，已嫁堂姊妹，兄弟之妻，从堂兄弟及未嫁从堂姊妹；外亲为外祖父母、母舅、母姨等，均服之。
  - 缌麻，“五服”中最轻的一种。用较细熟麻布制成，为本宗之族曾祖父母、族祖父母、族父母、族兄弟，以及为外孙、外甥、婿、妻之父母、表兄、姨兄弟等。
- 大殓：当着家属的面，将亡者移入铺有褥子的棺材，盖上被子，由長子（無長子則由長兄，無長兄則由其他親戚男丁協助）钉上钉子封棺。富裕的人家可能用内棺和放置随葬品的外棺两层。
- 出殡和下葬：把棺材送到墓地埋葬。出殡开始的标志是孝子将一个瓦盆摔碎，称为“摔盆儿”。由孝子执“引魂幡”带队，有乐队吹打，沿途散发纸钱到墓地。下葬仪式有道士、风水师协助。
- 烧七：下葬后，亲友每七天去墓地看望并烧纸钱，一共去七次共四十九天。还有类似的招魂、超渡、烧纸钱等活动，称为“做七”。第四十九天的仪式称为“断七”，为正式葬礼部分的结束。
  - “头七”由儿子、孙子办理。其中嫡长子、嫡长孙负责“孝子”身份持哭丧棒主祭。
  - “二七”为小七
  - “三七”由出嫁女儿、女婿、外孙子女主办操持祭奠，披麻戴孝。俗称“姑奶奶送”、“姑爷送”。如果死者没有外嫁女，就由外嫁的侄女或侄孙女来做。
  - “四七”是小七
  - “五七”为出嫁孙女、孙女婿主办祭祀
  - “六七”是小七，
  - “七七”又称“满七”或“圆七”、“断七”，由儿子、孙子主办祭祀，有始有终，功德圆满。
- 守孝：按儒家的传统[2]实际服孝3期，每期9个月，共27个月，孝子应该守护在父母墓的周围。服孝期间（实际上一般在百日内），不剃头、刮脸、剪指甲、饮酒、夫妻同房、外出等；逢春节或亲友举办庆典，亦不拜礼和庆贺。家中女眷也要素妆。现代社会若家中有丧事，第一年春节不去各家拜年。
- 牌位：家人用香烛祭品供奉写有死者名字的牌位。
- 扫墓：亲友于清明节、抑或重阳节期间修理、打扫墓地。

### 喜丧
喜丧是一种華人的丧葬形式，即用热闹的丧葬气氛取代以前凝重的丧葬氛围，對於八十歲以上老人家喪事，鳴鑼打鼓以讚其高壽。据传统，漢族通常允许为「百年归老」（百岁亡者）或称上寿（“上寿”传统指90岁以上者，但民间一般都放宽到80岁）的亲属举喜丧，因认为人能活上80岁以上（甚至百岁）已算是不容易，值得为亡者庆祝（缘由各有其说，此为其一说），且靈堂與訃聞等顏色款式皆須挑選喜慶顏色，例如粉紅色或粉橘色，不應以過多的白色妝點。这种丧葬方式的作用是通过繁多的礼节程序，将丧者的直系亲属的注意力从悲伤中转移出来，并且通过族群的聚集来增进集体的团结。

## 動物及寵物
不少主人都會為他們的所養的動物和寵物施行葬禮，並進行埋葬。葬禮方式一般跟人類的葬禮方式大致相同。埋葬方式主要為有土葬、火葬、基因葬、草葬、花葬、水葬、天葬等，也有主人會把其寵物的屍體塑化、或製作木乃伊化長久保存，或進行超低溫冷凍保存。此外，一些科學家發現，動物之間亦有它們的「葬禮」。

## 殡葬免费的国家
仅包括常规性的公共墓地、葬礼流程与相关费用，不包括个性化私人服务。
以联合国教科文组织2013年发布的《生命尊严与尊重》国别报告为依据：
- 完全免费：不丹、科威特、沙特阿拉伯、巴林、卡塔尔、阿联酋、文莱、芬兰、朝鲜、古巴、安道尔、奥地利、斯洛文尼亚、安哥拉
- 基本免费：阿曼、约旦、新西兰、卢森堡、挪威、瑞典、摩纳哥、比利时、列支敦士登、教廷、缅甸、新加坡、冰岛、马耳他、西班牙、葡萄牙、智利、哥斯达黎加

注：
- 冰岛、西班牙、葡萄牙——在2008年以前，该三国提供完全免费的国民丧葬服务，2008年后改为缴纳少量费用的基本免费福利。
- 卡塔尔、新西兰——世界上仅有的为在本国境内死亡的外国籍人提供免费（卡塔尔）、或基本免费殡葬服务（新西兰）的国家。

## 延伸阅读
[在维基数据编辑]
 《欽定古今圖書集成·經濟彙編·禮儀典·喪葬部》，出自陈梦雷《古今圖書集成》